# Jahmesz-Szaneith

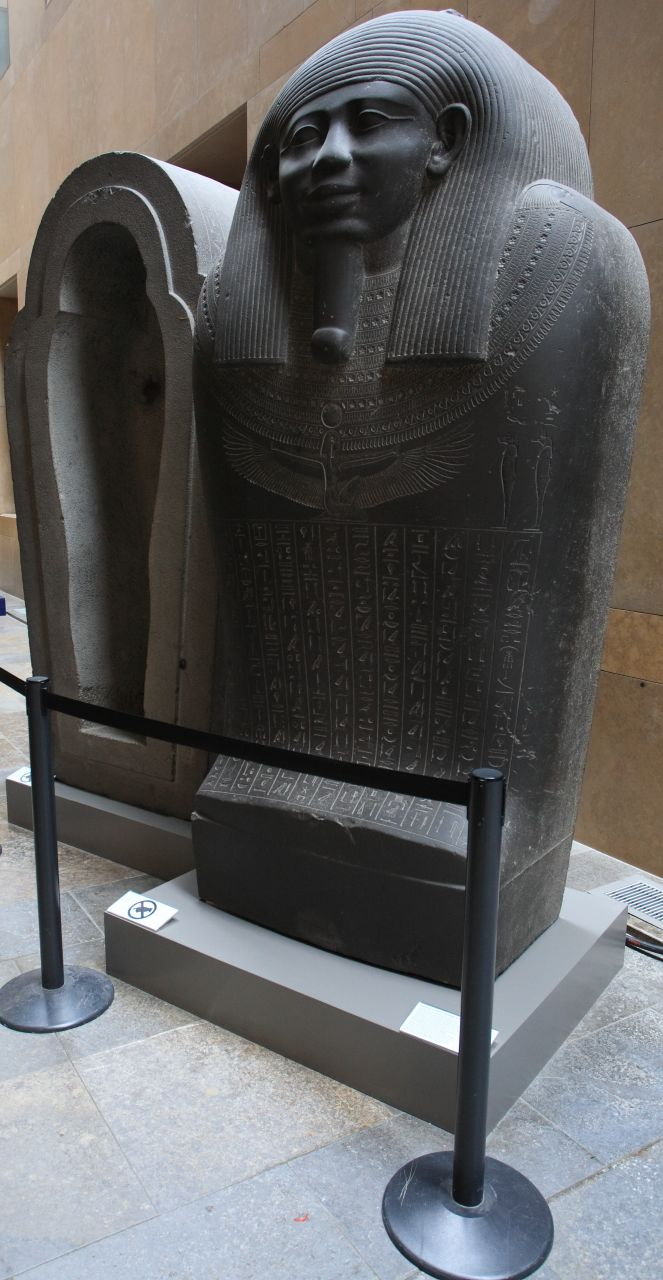
Jahmesz-Szaneith szarkofágja

Jahmesz-Szaneith („Jahmesz, Neith fia”) magas rangú hivatalnok volt az ókori Egyiptomban, a XXVI. dinasztiához tartozó II. Jahmesz uralkodása alatt.
Különféle fontos címeket viselt, többek között „az előszoba elöljárója”, „a királyi flotta parancsnoka” és „a királyi őrség elöljárója” volt. Egy ma a kairói Egyiptomi Múzeumban őrzött szobron megnevezi szüleit is: apja neve Uahibré, anyjáé Taperet. Szarkofágja is fennmaradt, emellett számos műemlékről is ismert, többek közt négy szoborról, egy pecsétlenyomatról és két ajtókeretről a XXX. dinasztia idejéből, ami azt mutatja, halála után még sokáig tisztelték. Utóbbin megnevezik fiát, Hnumibrét is, aki a perzsa uralom alatt töltött be hivatalt.

## Fordítás
- Ez a szócikk részben vagy egészben  az   Ahmose-sa-Neith című német Wikipédia-szócikk ezen változatának fordításán alapul.  Az eredeti cikk szerkesztőit annak laptörténete sorolja fel. Ez a jelzés csupán a megfogalmazás eredetét és a szerzői jogokat jelzi, nem szolgál a cikkben szereplő információk forrásmegjelöléseként.